# Municipio de Arbela
El municipio de Arbela (en inglés, Arbela Township) es un municipio del condado de Tuscola, Míchigan, Estados Unidos. Tiene una población estimada, a mediados de 2024, de 2770 habitantes.

## Geografía
Está ubicado en las coordenadas 43°15′52″N 83°38′22″O / 43.26444, -83.63944. Según la Oficina del Censo, tiene una superficie total de 86.8 km², de los cuales 86.7 km² corresponden a tierra firme y 0.1 km² están cubiertos de agua.

## Demografía
Según el censo de 2020, en ese momento había 2808 personas residiendo en la zona. La densidad de población era de 32.4 hab./km². El 92.91 % de los habitantes eran blancos, el 0.46 % eran afroamericanos, el 0.36 % eran amerindios, el 0.28 % eran asiáticos, el 0.04 % era isleño del Pacífico, el 0.36 % eran de otras razas y el 5.59 % eran de una mezcla de razas. Del total de la población, el 2.46 % eran hispanos o latinos de cualquier raza.